# Ząb (Poronin)
Ząb ist ein Dorf in der Landgemeinde Poronin im Powiat Tatrzański in der Woiwodschaft Kleinpolen im Süden Polens in der historischen Region Podhale. Es liegt westlich der Woiwodschaftsstraße Zakopianka. Das Dorf liegt im Gebirgszug der Pogórze Bukowińskie etwa vier Kilometer westlich von Poronin und etwa zwei Kilometer nördlich von Zakopane. Es ist ein Skiort am Fuße der Hohen Tatra mit mehreren kleineren Skiliften. Mit einer durchschnittlichen Höhe von 1031 m ü.N.N. gilt der Ort als höchstgelegenes Dorf Polens.

## Sehenswürdigkeiten
Die Holzkirche der Heiligen Anna im Zakopane-Stil aus dem Beginn des 20. Jahrhunderts wird von dem Dekanat aus Biały Dunajec verwaltet.

## Panorama

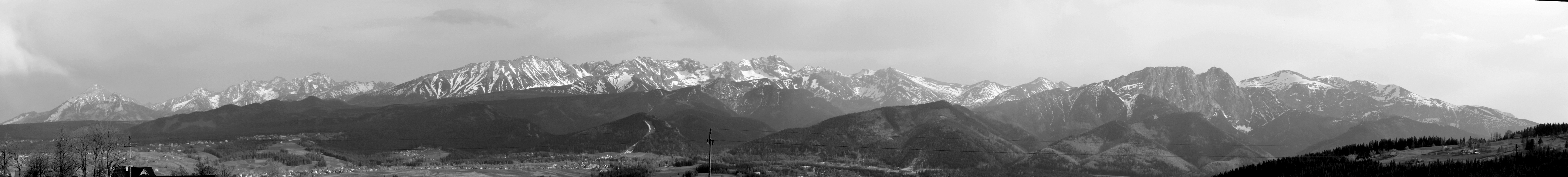
Tatra-Panorama von Ząb

## Tourismus
Der Ort wurde 1620 zum ersten Mal urkundlich erwähnt. Der erste Ortsname lässt sich als Zahn übersetzen.  Es geht in Murzasichle ruhiger zu als in den benachbarten Skiorten Zakopane oder Bukowina Tatrzańska. Die touristische Infrastruktur ist gleichwohl gut ausgebaut. Im Ort sind mehrere Folklore-Gruppen der Podhalanie tätig, u. a. Zbójnicek und Mały Zbójnicek.

## Galerie

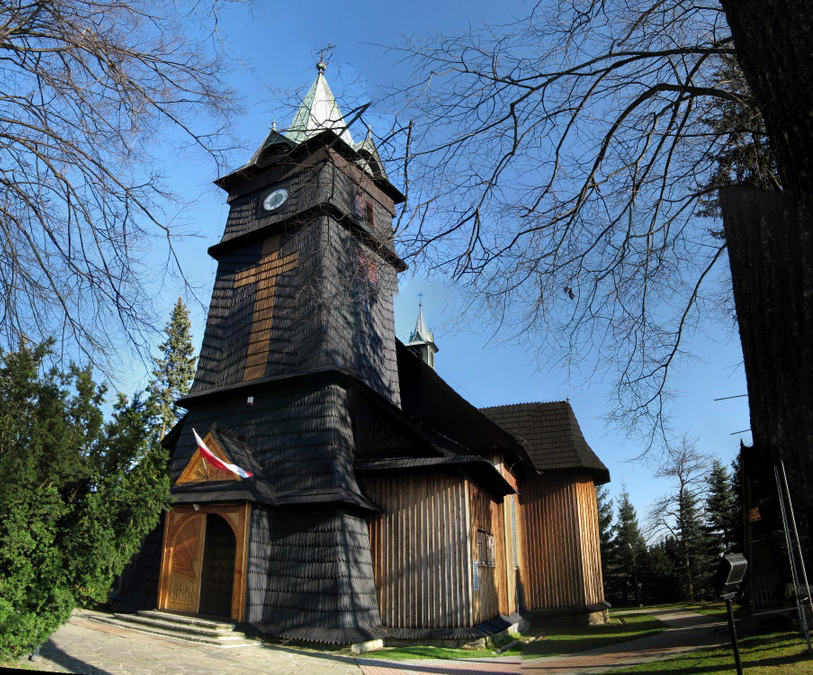
Holzkirche
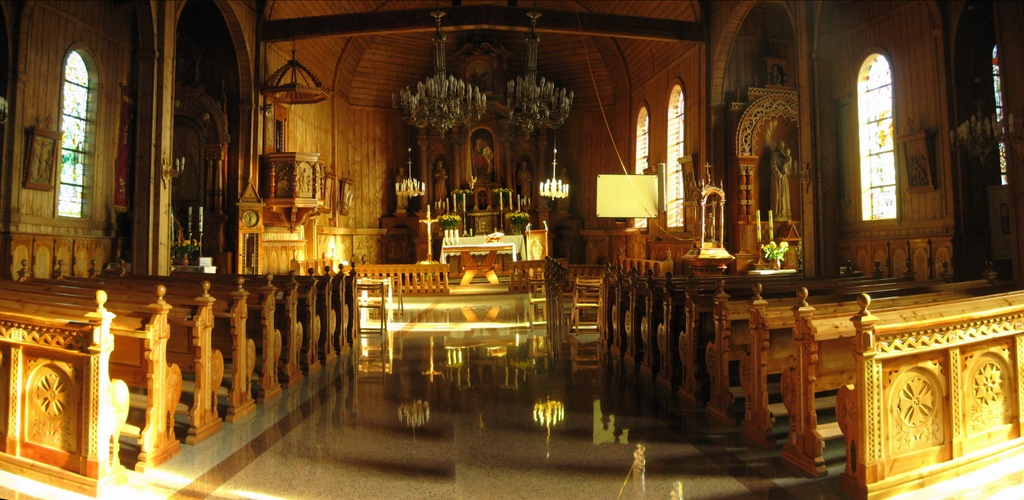
Kircheninneres
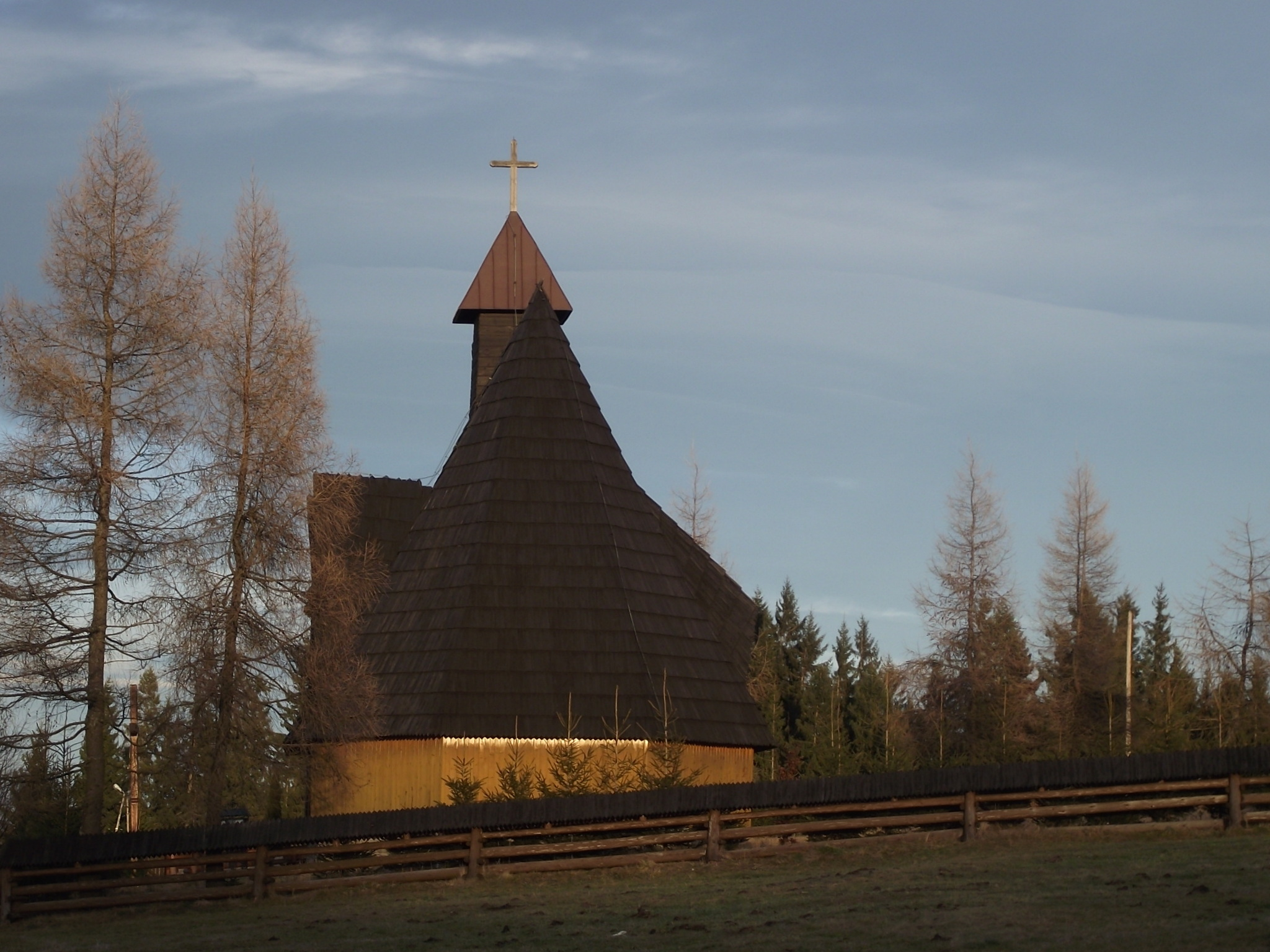
Bruder Albert Kapelle
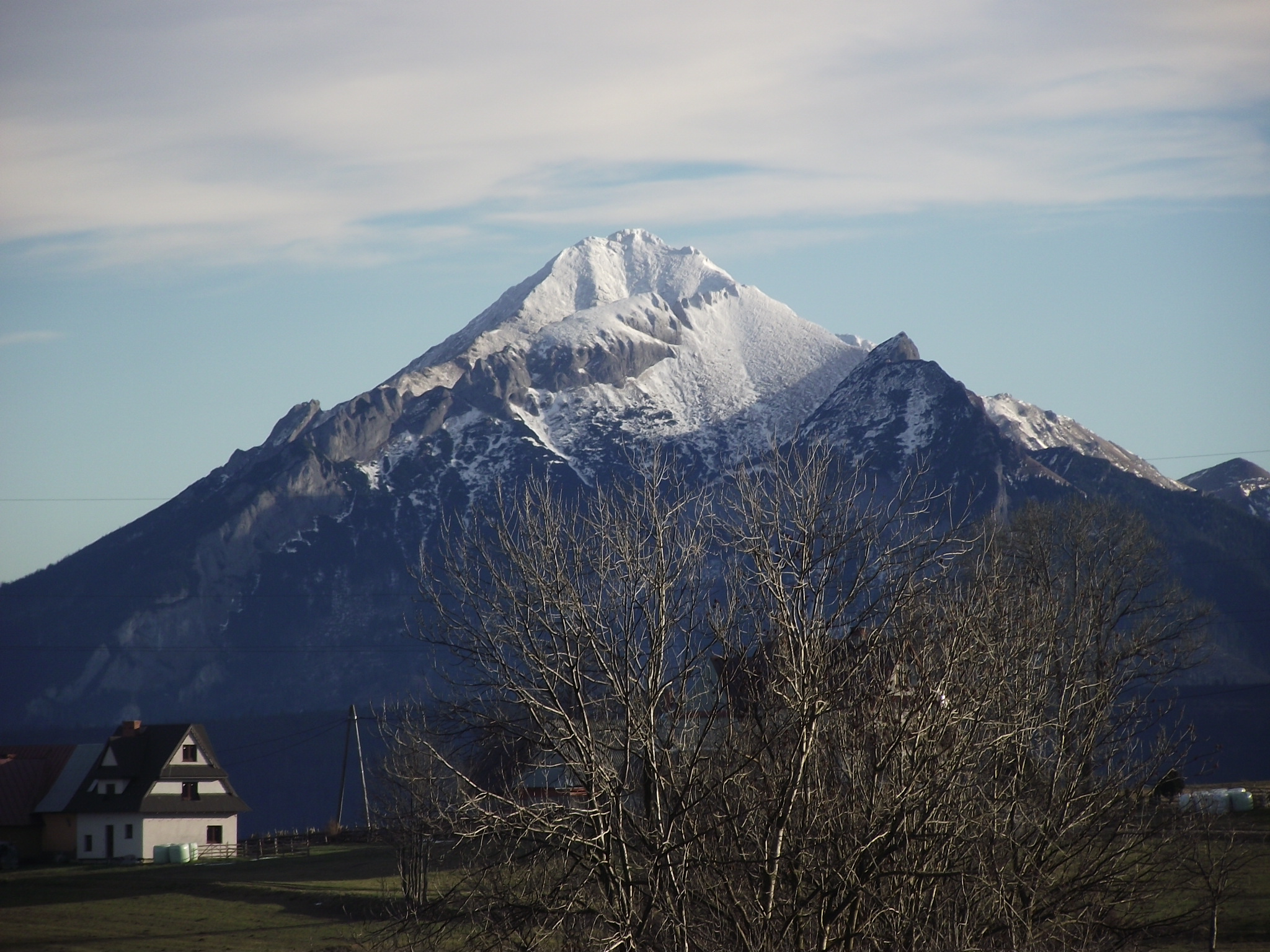
Westtatra
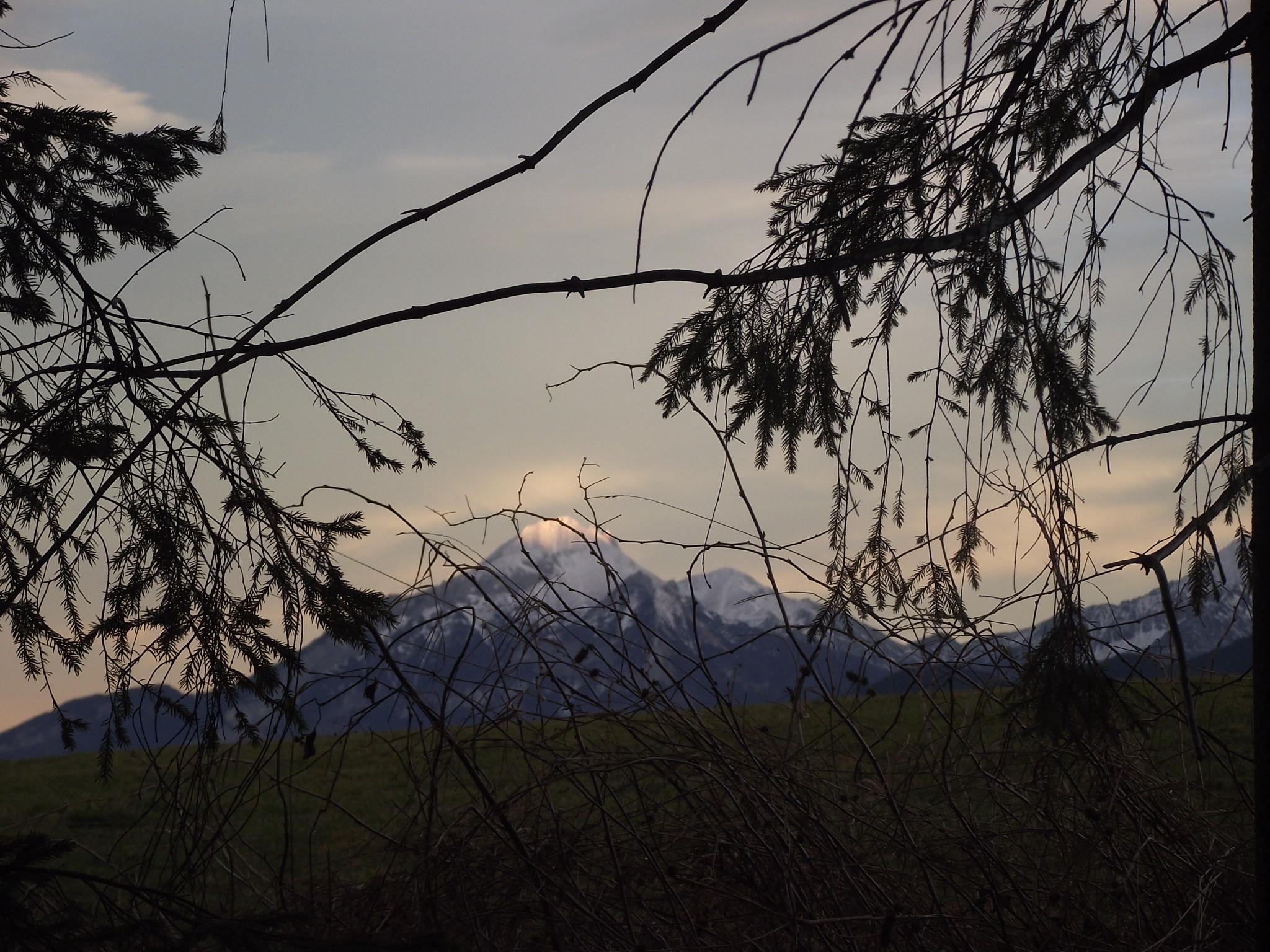
Westtatra